# Снимка
Снимка – това е двуизмерно изображение, създаден от попадането на светлина върху светлочувствителна повърхност, като фотографски филм или електронно устройство на базата на CCD или CMOS матрица. Процесът свързан със създаването на снимка се нарича фотография, както се нарича понякога и самият продукт. За създаването на снимка се използва фотоапарат или камера, които посредством лещи фокусират определената сцена по начин, по който се вижда от човешкото око. За представяне на готовата снимка се ползва дисплей, проектор или се отпечатва.

## Видове снимки
- портретни – на хора в група, един човек или част от тялото и по-рядко на животни.
- пейзажни – снимани на природа.
- натюр морт – снимки на неодушевени предмети и откъснати растения обикновено извън околната им среда.
- репортажни – събитие с определена социална или политическа важност или индивидуален интерес.
- семейни – частни случаи на репортажната и портретната фотография

Напоследък се говори за разширени видове снимки, например т.нар. макроси или макро снимки. Те се обособяват като специфичен вид фотографски снимки, които се използват предимно от професионалисти и любители. В зависимост от характеристиките на фотоапарата, макро снимките могат да бъдат много сполучливо направени. Този тип снимки акцентират върху един определен обект, най-често разположен в центъра на кадъра. При него контурите на изображението са очертани и фотографът залага на външните белези на съответния обект.

## Техническа реализация
Направата на една фотографска снимка върху хартиен носител се осъществява на два етапа с различни технически средства:
- заснемане на обекта с фотоапарат;
- лабораторна обработка на заснетата фотокартина. Този процес се определя от фотоапарата като техническо средство. Ако се работи с фотографски филм, обикновено се използват т. нар. копирни фотоувеличителни апарати, за да се проектира с лъч светлина негативния образ от филма върху фотохартията като носител на изображението. Този процес, както и последващото проявяване, фиксиране и изсушаване са ръчни процеси. От 90-те години на ХХ век са създадени копирни автомати, както за копиране от лента, така и за копиране на изображения създадени от цифрови фотоапарати.

От началото на ХХI век с бурното развитие на електронно-изчислителната техника и възможностите на Интернет за работа в мрежа за съхранение и разпространение на фотокартини, използването на хартиен носител за съхранение на снимки намалява.

## Използване на понятието в геодезията
В геодезията понятието снимка обхваща геодезическите измервания – хоризонтални и вертикални, за създаване на планове и карти. Със заснемането се установява взаимното положение на ситуацията (пътища, населени места, реки, граници на културни видове и др.) и формата и характера на земния релеф. В зависимост от съдържанието си, геодезическите снимки биват хоризонтални (ситуационни) и топографски. При първите се заснема само ситуацията, а при топографските снимки, освен ситуацията се заснема и релефа. Създаването на планове и карти се осъществява чрез ортогонална снимка, тахиметрична снимка, мензулна снимка, фотограметрична снимка, а с развитието на оптиката и електрониката напоследък тахиметрични снимки се изготвят с електрооптични и електронни тахиметри.